# Gnathodentex aureolineatus
Gnathodentex aureolineatus és una espècie de peix pertanyent a la família dels letrínids i l'única del gènere Gnathodentex.

## Descripció
- Pot arribar a fer 30 cm de llargària màxima (normalment, en fa 20).
- 10 espines i 10 radis tous a l'aleta dorsal i 3 espines i 8-10 radis tous a l'anal.
- Ulls relativament grossos (llur diàmetre és aproximadament igual a la longitud del musell).
- La base interior de l'aleta pectoral no té escates.
- El dors és marró amb unes estretes franges platejades. La resta del cap i del cos varia entre el color platejat i el gris.[3][4]

## Alimentació
Menja durant la nit invertebrats bentònics (com ara, crancs i gastròpodes) i, de tant en tant, peixets.

## Hàbitat
És un peix marí, associat als esculls i de clima tropical (35°N-30°S) que viu entre 3 i 30 m de fondària.

## Distribució geogràfica
Es troba des de l'Àfrica oriental fins a les Tuamotu (llevat de les illes Hawaii), el Japó i Austràlia (incloent-hi l'illa Norfolk).

## Observacions
És inofensiu per als humans i es comercialitza normalment fresc (tot i que n'hi ha informes d'intoxicacions per ciguatera).